# Мейерфельдт, Луиза
Ловиса «Луиза» Аугуста Мейерфельдт (швед. Lovisa «Louise» Augusta Meijerfeldt, урождённая Спарре (швед. Sparre); 12 сентября 1745—16 сентября 1817), — шведская дворянка и придворная дама. Она известна в истории как одна из «трёх граций» эпохи Густава, трёх фрейлин (Августы фон Ферзен, Уллы фон Хепкен и Луизы Мейерфельдт), увековеченных в поэме «Gracernas döpelse» Юхана Хенрика Чельгрена.

## Биография
Луиза Мейерфельдт была дочерью генерал-губернатора графа Акселя Вреде-Спарре и Аугусты Тёрнфлюхт. В 1763 году она вышла замуж за фельдмаршала графа Юхана Аугуста Мейерфельдта Младшего (1725—1800) в присутствии короля Швеции Адольфа Фредрика и королевы Луизы Ульрики. У неё было двое детей, оба мужского пола.
Супруги занимали видное место при королевском дворе — её супруг был верен королеве во время переворота 1756 года и получил видное положение при дворе. С 1776 по 1795 год Луиза служила статс-дамой (швед. statsfru) у королевы Софии Магдалены.
Луиза Мейерфельдт вызывала восхищение своей красотой и обаянием и часто упоминалась в дневниках, письмах и мемуарах той эпохи. Вместе с Августой фон Ферзен, Уллой фон Хепкен она получила известность как одна из «трёх граций» в поэме Юхана Хенрика Чельгрена «Gracernas döpelse», написанной примерно в 1779 году и опубликованной в 1781 году. Чельгрен работал в качестве частного учителя её сыновей с 1777 по 1780 год. Поэт Юхан Габриэль Оксеншерна, некогда бывший гувернёром двух её сыновей, писал о ней так: «красавица, которой старый мир поклонялся бы на коленях, как Диане и Венере».
Герцогиня Шарлотта дала ей следующую характеристику в своём знаменитом дневнике: «она очень остроумна и образованна, но довольно скупа и забавна только тогда, когда может высмеять кого-нибудь, от чего она редко воздерживается, и это делает её ненадежной и бессердечной. Она считается весьма склонной к любовным приключениям, хотя и обладает большой способностью скрывать их; однако в настоящее время ей это не удаётся, потому что её возлюбленный обладает подобным же чувством юмора, как и она, и их общая слабость разоблачает их. Люди, жадные до скандалов, говорят, что её интересуют не столько отношения с любовниками, сколько подарки, которые они ей дарят. Я признаюсь, что не верю такому гнусному обвинению, и вообще я не верю и половине того, что говорят люди, потому что в настоящее время все в Стокгольме ужасно подлые. Тот, кто в настоящее время пользуется любовью графини Мейерфельдт, — это полковник-лейтенант барон Эренсвёрд, который особенно остроумен, но довольно скуп. Он и раньше был хорошо заметен королю, но со времени последнего собрания Ассамблеи впал в немилость, оказавшись слишком разговорчивым».
Луиза Мейерфельдт была известна своей любвеобильностью, и среди её любовников были испанский посол граф де Ласи, французский посол Пьер Христостем Дюссон де Боннак (1774), фельдмаршал Фредрик Вильхельм фон Гессенштейн (1774) и губернатор барон Карл Спарре (1777). Её супруг описывался как некрасивый и скучный, но, по некоторым сообщениям, они жили в гармонии друг с другом. Также утверждалось, что она обычно рассказывала ему о комплиментах, которые ей делали её любовники.
Луиза Мейерфельдт умерла в Стокгольме в 1817 году, в возрасте 72 лет.